# Библиография Гарри Тертлдава
Ниже представлены сортируемые таблицы с произведениями американского писателя-фантаста Гарри Тертлдава. В целях правильной сортировки в названиях удалены кавычки, а артикли поставлены в конец (артикль не является словом, следовательно производить индексацию по нему нельзя). Для сортировки по одному из параметров нажимайте на знак квадрата в названии столбца. Годы выхода произведений под псевдонимом или в соавторстве подсвечены жёлтым цветом.

## Романы
| Год  | Название                                                | Оригинальное название                                     | Автор(ы)                                                                         | Серия                                                             | Комментарий |
| ---- | ------------------------------------------------------- | --------------------------------------------------------- | -------------------------------------------------------------------------------- | ----------------------------------------------------------------- | --- |
| 1979 | «Были кровью»                                           | англ. Wereblood                                           | Иверсон Эрик Г., псевдоним                                                       | «Джерин-Лис»                                                      | Фэнтези. Переработка ранних произведений. Первая книга о лорде Джерине по прозвищу Лис ведущим борьбу с варварами и колдуном Баламунгом, убивших его отца и старшего брата |
| 1979 | «Были ночью»                                            | англ. Werenight                                           | Иверсон Эрик Г., псевдоним                                                       | «Джерин-Лис»                                                      | Фэнтези. Продолжение приключений лорда Джерина Лиса |
| 1985 | «Тупик» (Дороги, которые мы не выбираем)                | англ. Road Not Taken, The                                 | Гарри Тертлдав                                                                   | вне серий                                                         | Фантастика. Повесть о вторжении пришельцев в 2039 году. Сами пришельцы при этом отстают в технологическом развитии на несколько веков, за исключением технологии антигравитации, которая не была открыта на Земле в прошлом по случайности. |
| 1987 | «Агент Византии»                                        | англ. Agent of Byzantium                                  | Гарри Тертлдав                                                                   | вне серий                                                         | Историческое фэнтези. Роман о Василии Аргиросе, разведчике Византийской империи, которая не зная конкуренции со стороны арабов и ислама, распространила свою власть от Испании до Египта |
| 1987 | «Пропавший легион»                                      | англ. Misplaced Legion, The                               | Гарри Тертлдав                                                                   | «Видесский цикл»                                                  | Историческое фэнтези. Первый роман мини-сериала «Хроники пропавшего легиона». Во время Галльской войны три римских когорты центуриона Марка Скавра попала в засаду галлов во главе с Виридовиксом. Но вмешательство магии друидов привело к тому, что римляне и вождь галлов оказались в неизвестном для них мире империи Видесс и поступили к её повелителю Маврикию Гавру на службу |
| 1987 | «Император для легиона»                                 | англ. Emperor for the Legion, An                          | Гарри Тертлдав                                                                   | «Видесский цикл»                                                  | Историческое фэнтези. Продолжение «Хроник пропавшего легиона». Император Маврикий погиб сражаясь против главного врага Видесса — Йезда. Власть должна перейти к его брату — Туризину. Однако в столице дворцовый переворот. Туризин, вместо продолжения войны, вынужден повернуть назад. В Империи начинается гражданская война |
| 1987 | «Легион Видесса»                                        | англ. Legion of Videssos, The                             | Гарри Тертлдав                                                                   | «Видесский цикл»                                                  | Историческое фэнтези. Продолжение «Хроник пропавшего легиона». Туризин Гавр захватил столицу и сверг узурпатора. Но война с Йездом вновь откладывается. В империи не прекращаются мятежи, восстают то аристократы, то наёмники. |
| 1987 | «Мечи легиона»                                          | англ. Swords of the Legion                                | Гарри Тертлдав                                                                   | «Видесский цикл»                                                  | Историческое фэнтези. Продолжение «Хроник пропавшего легиона». Наступает решающий миг войны против Йезда. Но Видессу противостоят не только кочевники, но и бог зла Скотос и его жрец Авшар, обладающий огромной магической силой |
| 1987 | «Невмешательство»                                       | англ. Noninterference                                     | Гарри Тертлдав                                                                   | вне серий                                                         | Фантастика. Роман о миссиях на планете Bilbeis IV |
| 1988 | «Иная плоть»                                            | англ. Different Flesh                                     | Гарри Тертлдав                                                                   | вне серий                                                         | Фантастика. Состоит из нескольких повестей и рассказов, написанных в период с 1985 по 1988 годы. Когда европейцы прибыли в Новый Свет, то обнаружили там не людей, а симов, примитивных обезьянолюдей, неспособных мыслить, но которых можно использовать в качестве рабов |
| 1989 | «Падение Трантора»                                      | англ. Trantor Falls                                       | Гарри Тертлдав                                                                   | сборник произведений «Друзья Основания» («Foundation’s Friends»). | Короткая зарисовка по мотивам цикла Айзека Азимова «Академия». Первая Галактическая Империя разваливается, уступая натиску «варваров». Единственный оплот — планета-столица Трантор. Здесь держит оборону штаб последнего Императора, здесь держит оборону Университет, созданный великим Селдоном.. |
| 1990 | «Битва в космосе»                                       | англ. World of Difference, A                              | Гарри Тертлдав                                                                   | вне серий                                                         | Фантастика. На планете Минерва обнаружены инопланетяне, причём враждебно настроенные. США и СССР начинают совместную подготовку к возможной войне. Но многолетняя вражда двух сверхдержав не могла пройти так быстро — обе страны не готовы воевать вместе |
| 1991 | «Земная хватка»                                         | англ. Earthgrip                                           | Гарри Тертлдав                                                                   | вне серий                                                         | Фантастика. Роман о космических торговцах, сталкивающихся с различными видами и цивилизациями инопланетян |
| 1991 | «Возвышение Криспа»                                     | англ. Krispos Rising                                      | Гарри Тертлдав                                                                   | «Видесский цикл»                                                  | Историческое фэнтези. Начало мини-сериала «Сага о Криспе». Империя переживает упадок. Во время очередного набега в плен к кочевникам попадает сын обычного крестьянина Крисп. Освободившись, он отправляется в столицу в поисках лучшей жизни |
| 1991 | «Крисп Видесский»                                       | англ. Krispos of Videssos                                 | Гарри Тертлдав                                                                   | «Видесский цикл»                                                  | Историческое фэнтези. Продолжение мини-сериала «Сага о Криспе». Сын крестьянина, вчерашний раб, Крисп не только сделал успешную карьеру в имперской столице, но и захватил власть, став Автократором. Вот только часто взять власть легче чем её удержать |
| 1992 | «Кровавые распри»                                       | англ. Bloodfeuds                                          | Гарри Тертлдав, Джудит Тарр, Стивен Майкл Стирлинг, Сьюзен Шварц                 | «Воюющий мир»                                                     | Фантастика. Первый роман межавторского цикла. После ядерной войны цивилизация в упадке. Человечество разделено на враждующие феоды, которые могут пасть жертвой чудовищ, порождённых генной инженерией |
| 1992 | «Оружие Юга»                                            | англ. Guns of the South, The                              | Гарри Тертлдав                                                                   | вне серий                                                         | Альтернативная история. Второе десятилетие XXI века. Группа белых расистов из ЮАР украли машину, с помощью которой можно перемещаться в параллельный мир, отстающий от нашего ровно на 150 лет. Попав из 2014 года в 1864 они предложили главнокомандующему армией Конфедерации генералу Роберту Ли вооружить его армию автоматами «АК-47». С помощью «чудо»-оружия южане смогли переломить ход войны и остановили победоносное наступление северян. Вот только не окажутся ли помощники из далёкого будущего опаснее янки? |
| 1992 | «Ночь оборотней»                                        | англ. Werenight                                           | Гарри Тертлдав                                                                   | «Джерин-Лис»                                                      | Фэнтези. Книга представляет собой переработанные и объединённые романы 1979 года Wereblood и Werenight |
| 1993 | «Флот вторжения»                                        | англ. Balance, In the                                     | Гарри Тертлдав                                                                   | «Мировая война»                                                   | Альтернативная история. Военная фантастика. 1942 год. В самый разгар Второй мировой войны начинается инопланетное вторжение на Землю. Поначалу инопланетяне, используя более мощные военные технологии, добились немалых успехов. Однако земные державы, ещё недавно воевавшие друг с другом не на жизнь, а на смерть, сплотились перед лицом общей угрозы |
| 1993 | «Дело о свалке токсичных заклинаний»                    | англ. Case of the Toxic Spell Dump, The                   | Гарри Тертлдав                                                                   | вне серий                                                         | Детективное фэнтези. Действие происходит в альтернативной вселенной, в которой человечество развивает не технику, а магию. Главный герой, экологический инспектор Дэвид Фишер расследует дело о предполагаемой утечке токсичных веществ на свалке самых опасных заклинаний |
| 1994 | «Кровная месть»                                         | англ. Blood Vengeance                                     | Джудит Тарр, Сьюзен Шварц, Гарри Тертлдав, Джерри Пурнелл, Стивен Майкл Стирлинг | «Мировая война»                                                   | Фантастика |
| 1994 | «Император Крисп»                                       | англ. Krispos the Emperor                                 | Гарри Тертлдав                                                                   | «Видесский цикл»                                                  | Историческое фэнтези. Часть мини-сериала «Сага о Криспе». В империи Видесс возникла новая ересь. Император Крисп готовится к войне против еретиков. В это время его сына похищают, возможно еретики-мятежники |
| 1994 | «Принц Севера»                                          | англ. Prince of the North                                 | Гарри Тертлдав                                                                   | «Джерин-Лис»                                                      | Фэнтези. Джерин-Лис, победив варваров, по праву стал одним из сильнейших повелителей Севера. Но враги похищают его четырёхлетнего сына. А вскоре после этого на свободу вырываются монстры, до того находившиеся в заточении в подземельях под храмом Байтона в городе Айкос. Над всем Севером нависла смертельная угроза. |
| 1995 | «Похищенный трон»                                       | англ. Stolen Throne, The                                  | Гарри Тертлдав                                                                   | «Видесский цикл»                                                  | Историческое фэнтези. Часть мини-сериала «Смутные времена». В Макуране, опасаясь набегов варваров, объявили тревогу по всему пограничью. Абивард, сын начальника маленькой приграничной крепости, становится свидетелем странного видения, в котором увидел поле, холм и щит, сверкающий над морем. Вскоре его отец и его Царь погибают на том самом месте, которое указало пророчестве. Абивард пытается защитить семью и свою землю. В это время в столице пропал законный наследник, а власть оказалась в руках хитрого и алчного сановника |
| 1995 | «Два Джорджа: Повесть об альтернативной Америке»        | англ. Two Georges: The Novel of an Alternate America, The | Гарри Тертлдав, Ричард Дрейфус                                                   | вне серий                                                         | Альтернативная история. Войны за независимость США не состоялась, так же как и сама независимость. В XVIII веке Джордж Вашингтон и британский король Джордж (Георг) III заключили договор решивший проблемы между метрополией и колониями. Момент подписания был увековечен бессмертным полотном Гейнсборо «Два Георга». В результате в 1996 году Северо-Американский союз является доминионом Его Величества Карла III. Но не всем это нравится. Сепаратисты из организации «Сыны Свободы» похитили легендарную картину. Полковник Королевской Американской Конной Полиции Томас Бушелл должен её найти, чтобы властям не пришлось выполнять требования террористов |
| 1995 | «Ответный удар»                                         | англ. Tilting the Balance                                 | Гарри Тертлдав                                                                   | «Мировая война»                                                   | Альтернативная история. Под угрозой завоевания инопланетянами СССР, III Рейх и США объединяются |
| 1996 | «Молот и наковальня»                                    | англ. Hammer and Anvil                                    | Гарри Тертлдав                                                                   | «Видесский цикл»                                                  | Историческое фэнтези. Часть мини-сериала «Смутные времена». Видесс в кольце врагов, а новый император больше занят борьбой с внутренними врагами. Молодому Маниакосу, оказавшемуся в изгнании, предстоит свергнуть тирана, объединить страну, победить многочисленных врагов и, напоследок, сразиться с бывшим другом, ставшим самым опасным врагом империи. |
| 1996 | «Владыка Севера»                                        | англ. King of the North                                   | Гарри Тертлдав                                                                   | «Джерин-Лис»                                                      | Фэнтези. Больше 10 лет прошло с тех пор как Джерин-Лис победил чудовищ, вырвавшимися из подземелий под храмом Байтона. Всё больше северных земель признают его власть. Но вот над Севером нависла новая угроза — жестокие боги, желающие установить царство холода и льда |
| 1996 | «Око за око»                                            | англ. Upsetting the Balance                               | Гарри Тертлдав                                                                   | «Мировая война»                                                   | Альтернативная история. Инопланетяне-ящеры, вторгшиеся на Землю, столкнулись с бешеным сопротивлением. СССР уже обзавёлся ядерным оружием. Его невольные союзники, III Рейх и США, не сегодня-завтра также станут ядерными державами. А среди инопланетных захватчиков произошёл раскол |
| 1996 | «Великий перелом»                                       | англ. Striking the Balance                                | Гарри Тертлдав                                                                   | «Мировая война»                                                   | Альтернативная история. Вторжение инопланетян остановлено. Но теперь вынужденные союзники в войне с ящерами, успевшие превратиться в полноценные ядерные державы, вспоминают о своём прежнем соперничестве |
| 1996 | «Фессалоника»                                           | англ. Thessalonica                                        | Гарри Тертлдав                                                                   | вне серий                                                         | Альтернативная история. Действие романа происходит в Салониках VII века. Христианство набирает силу, древнегреческие боги и духи изгнаны из своих земель, а эллинистическому миру угрожает вторжение славян. |
| 1997 | «Лис и империя»                                         | англ. Fox and Empire                                      | Гарри Тертлдав                                                                   | «Джерин-Лис»                                                      | Фэнтези. Севером правят Джерин-Лис и Араджис-Лучник, ни разу не воевавшие друг с другом. Но всё когда-то заканчивается, и спор из-за вассальной присяги одного из баронов грозит началом большой войны. В это время Элабонская империя, когда-то сама не захотевшая защищать северные земли, решила вернуть их себе. Несостоявшиеся враги вынуждены объединиться, чтоб противостоять общему противнику. |
| 1997 | «Как мало остаётся»                                     | англ. How Few Remain                                      | Гарри Тертлдав                                                                   | «Великое противостояние»                                          | Альтернативная история. 1883 год. 80-е годы XIX века. Северные штаты потерпели поражение в гражданской войне и теперь с опаской следят за усилением Юга. Конфедерация покупает у Мексики штаты Чиуауа и Сонора. Начинается Вторая Мексиканская война, в которой побеждают южные штаты при помощи англичан, французов и индейцев. Номинант премии Небьюла-1999 и обладатель Sidewise Awards 1997 (Лучшее произведение крупной формы) |
| 1997 | «Тысяча городов»                                        | англ. Thousand Cities, The                                | Гарри Тертлдав                                                                   | «Видесский цикл»                                                  | Историческое фэнтези. Часть мини-сериала «Смутные времена». Междоусобная война в Макуране закончилась. Страна окрепла и может вновь сразиться с давним врагом. Абивард ведёт свою армию на столицу Видесской империи |
| 1998 | «Междуречье»                                            | англ. Between the Rivers                                  | Гарри Тертлдав                                                                   | вне серии                                                         | Фэнтези. На Земле ещё властвуют боги. Энгибил, бог-покровитель города Гибил, одарил жителей своего города процветанием. Но не все боги столь добры и щедры. Стоит бросить им вызов и весь Гибил оказывается на пороге войны людей и богов |
| 1998 | «Тьма надвигается»                                      | англ. Into the Darkness                                   | Гарри Тертлдав                                                                   | «Хроники Дерлавайской войны»                                      | Альтернативная история. Военная фэнтези. Только недавно окончилась кровопролитная Шестилетняя война, а проигравшая Альгарве не смирилась и жаждет реванша. Начинается новая война, которая грозит стать ещё более страшной и разрушительной. На Дерлавай надвигается тьма |
| 1998 | «Юстиниан»                                              | англ. Justinian                                           | Тертлтауб Г. Н., псевдоним                                                       | вне серий                                                         | Исторический роман, написанный в виде автобиографии византийского императора Юстиниана II. |
| 1998 | «Американский фронт»                                    | англ. American Front, The                                 | Гарри Тертлдав                                                                   | «Великое противостояние»                                          | Альтернативная история. В Европе начинается Мировая война, в которую оказались втянуты США на стороне Германии и Конфедерация на стороне Антанты |
| 1998 | «Видесс осаждённый»                                     | англ. Videssos Besieged                                   | Гарри Тертлдав                                                                   | «Видесский цикл»                                                  | Историческое фэнтези. Часть мини-сериала «Смутные времена». Император Маниакос идёт со своими войсками на столицу, в которой правит ненавистный деспот. Но когда он достигает земли Тысячи Городов, его начинает мучить вопрос, на который никто не может ответить. |
| 1999 | «Домашние боги»                                         | англ. Household Gods                                      | Гарри Тертлдав, Джудит Тарр                                                      | вне серий                                                         | Фэнтези. Николь, обычная американка, жаждущая отвертеться от необходимости продолжить семейное дело, неожиданно для себя магическим путём оказывается в Римской Империи II века. Теперь ей придется сильно постараться, чтобы наладить новую жизнь |
| 1999 | «Второй контакт»                                        | англ. Second Contact                                      | Гарри Тертлдав                                                                   | «Мировая война»                                                   | Военная фантастика. Первый роман мини-сериала «Колонизация». 1960-е годы. Между земными державами и инопланетянами (которые всё же захватили часть Земли) нет войны, но нет и мира. В это время на Землю прилетел инопланетный флот. И пусть на кораблях не солдаты, а мирные колонисты. Не вызывает ли это новой войны? |
| 1999 | «Прогулка в ад»                                         | англ. Walk in Hell                                        | Гарри Тертлдав                                                                   | «Великое противостояние»                                          | Альтернативная история. 1915 год. Мир охватила всеобщая война. На Юге освобождённые рабы поднимают коммунистическое восстание против бывших хозяев. Но и положение США, зажатых между Канадой и Конфедерацией, не из лёгких. Оба президента — Теодор Рузвельт и Вудро Вильсон — готовы воевать до победы |
| 2000 | «Прорывы»                                               | англ. Breakthroughs                                       | Гарри Тертлдав                                                                   | «Великое противостояние»                                          | Альтернативная история. 1917 год. Мировая война продолжается |
| 2000 | «Тьма сгущается»                                        | англ. Darkness Descending                                 | Гарри Тертлдав                                                                   | «Хроники Дерлавайской войны»                                      | Альтернативная история. Военная фэнтези. Тактика блицкрига, взятая на вооружение Альгарве, принесла успех, но добиться полной победы не удалось. Главный враг, империя Ункерлант, не покорён. Желая склонить чашу весов на свою сторону король Альгарве решает применить кровавую магию и устроить геноцид |
| 2000 | «С небес на Землю»                                      | англ. Down to Earth                                       | Гарри Тертлдав                                                                   | «Колонизация»                                                     | Военная фантастика. Пришельцы всё ещё заняты поисками виновников нанёсших подлый ядерный удар по их колонистам в анабиозе. Также, Раса продолжает наблюдение за первым человеческим межпланетным кораблём, угрожая уничотжить его при подозрительных действиях. Тем временем, животные и растения привезённые колонистами начинают быстро распространяться по пустынным территориям Земли, угрожая обернуться экологической катастрофой. В Германии к власти приходит новый фюрер угрожающий начать ядерную войну с пришельцами. |
| 2000 | «Караульный холм»                                       | англ. Sentry Peak                                         | Гарри Тертлдав                                                                   | «Провинциальная война»                                            | Фэнтези. Великий герцог Джоффри изменил своему кузену королю Авраму и объявил себя королём Северной Детайны. Началась война, и решающая битва состоится у Караульного холма. |
| 2001 | «Ответный удар»                                         | англ. Aftershocks                                         | Гарри Тертлдав                                                                   | «Колонизация»                                                     | Военная фантастика. Германия опять атаковала Польшу, оккупированную пришельцами. Ответный удар практически сокрушил Третий Рейх. Но США заставили инопланетных захватчиков прекратить войну, но не покинуть Землю. Война продолжается, но теперь как партизанская. А в это время один из земных народов уже изобрёл новое мощное оружие, которое поможет сокрушить врага |
| 2001 | «Кровь и железо»                                        | англ. Blood and Iron                                      | Гарри Тертлдав                                                                   | «Американская империя»                                            | Альтернативная история. Продолжение серии «Великое противостояние». Мировая война наконец-то завершилась. Победители, кайзеровская Германия и США, понесли большие потери, но довольны итогами войны. А вот побеждённые… Канада пытается противостоять могущественному южному соседу, а её традиционный союзник, Конфедерация, ослабела и обнищала. В самих США социалисты рвутся к власти, а на юге набирает популярность безумный фанатик, проповедующий ненависть к врагам. В это же время простой канадский фермер из собирается убить, прославленного героя войны, генерала армии США Джорджа Армстронга Кастера. |
| 2001 | «Маршируем к Пичтри»                                    | англ. Marching the Peachtree                              | Гарри Тертлдав                                                                   | «Провинциальная война»                                            | Фэнтези. Детайну по прежнему разрывает на части междоусобная война. Войсками южан командует бездарный Тракстон, которому противостоит талантливый Джозеф «Бойцовый Петух». Но сторонникам короля Аврама придётся принять бой |
| 2001 | «По воле Посейдона. Морские приключения в Древнем мире» | англ. Over Wine-Dark Sea                                  | Тертлтауб Г. Н., псевдоним                                                       | «Соклей и Менедем»                                                | Историческое фэнтези. Двоюродные братья купцы Соклей и Менедем отправляются с родного острова Родос в плавание к берегам Греции и Италии. Путешествие будет опасным — диадохи дерутся за власть, Карфаген проводит экспансию, а на море правят пираты. Зато в такое время велики прибыли от торговли |
| 2001 | «Сквозь Тьму»                                           | англ. Through the Darkness                                | Гарри Тертлдав                                                                   | «Хроники Дерлавайской войны»                                      | Альтернативная история. Военная фэнтези. Война продолжается, а резервов всё меньше. Армии Альгарве растянуты по необъятным просторам Ункерланта. Все больше людей приходится приносить в жертву магии крови. А до победы ещё далеко |
| 2002 | «Наступления и отступления»                             | англ. Advance and Retreat                                 | Гарри Тертлдав                                                                   | «Провинциальная война»                                            | Фэнтези. Междоусобная война продолжается. У обеих сторон есть свои козыри: на севере живут лучшие маги страны, а на юге — самые искусные инженеры |
| 2002 | «Подчинённая Британия»                                  | англ. Ruled Britannia                                     | Гарри Тертлдав                                                                   | вне серии                                                         | Альтернативная история. Конец XVI века. Испанская Непобедимая армада одержала над англичанами победу. Уже десять лет Англия находится под властью испанского короля Филиппа II. Британия вернулась в лоно католической церкви. Бывшая королева Елизавета I в Тауэре. А Уильяму Шекспиру не до политики, он творит свои гениальные пьесы. Но именно гений драматурга и втянул его в тайные политические интриги. Награды и премии: Sidewise Awards, 2002 (Лучшее произведение крупной формы) |
| 2002 | «Правители из Тьмы»                                     | англ. Rulers of the Darkness                              | Гарри Тертлдав                                                                   | «Хроники Дерлавайской войны»                                      | Альтернативная история. Военная фэнтези. Зимняя кампания в Сулингене завершилась разгромом армии Альгарве. Теперь исход войны должна решить летняя кампания. По приказу короля маги начинают работу над новым, сверхмощным оружием |
| 2002 | «Треск по швам»                                         | англ. Center Cannot Hold, The                             | Гарри Тертлдав                                                                   | «Американская империя»                                            | Альтернативная история. 1920-е годы — в США время восстановления и благополучия. Главный враг — Конфедерация, больше не представляет угрозу. И пусть Партия Свободы обещает новые победы и славу. Над миром уверенно господствуют США и Германия, и события в Конфедерации мало кого волнуют. Но жизнь не стоит на месте. В Мексике гражданская война, в Канаде террористы атакуют США, в Юте всплеск насилия. Оказывается будущее США не так устойчиво как казалось |
| 2002 | «Череп грифона»                                         | англ. Gryphon's Skull, The                                | Тертлтауб Г. Н., псевдоним                                                       | «Соклей и Менедем»                                                | Историческое фэнтези. 309 год до н. э. Остров Родос, одна из торговых столиц античного Средиземноморья, оказывается в центре схватки между наследниками Александра Македонского. Однако, для настоящего торговца война не повод оставаться дома. Особенно если есть череп грифона — животного, охраняющего сокровища на конце света. |
| 2003 | «Конан из Венариума»                                    | англ. Conan of Venarium                                   | Гарри Тертлдав                                                                   | «Конан», межавторский цикл                                        | Фэнтези. Конану, сыну обычного кузнеца, было двенадцать, когда в Киммерию вторглись враги. Конан хочет драться за родину вместе с отцом, но вынужден остаться дома. Жизнь будущего героя в захваченной части Киммерии, его отношения с отцом и вечно болеющей матерью, взросление Конана, обо всём этом рассказывается в романе |
| 2003 | «Порох империи»                                         | англ. Gunpowder Empire                                    | Гарри Тертлдав                                                                   | «Движение сквозь время»                                           | Параллельные миры. Конец XXI века. После открытия секрета «скольжения» между параллельными мирами создана организация «Crosstime Traffic», торгующая с другими мирами. Двое американских старшеклассников, брат и сестра, приезжают с родителями на лето поработать в римской Дакию, но в результате остаются там одни без всякой связи с нашим миром. В это время начинается начинается война с Литвой и город в котором находятся дети попадает в осаду |
| 2003 | «В присутствии моих врагов»                             | англ. Presence of Mine Enemies, In the                    | Гарри Тертлдав                                                                   | вне серий                                                         | Альтернативная история. Ф. Д. Рузвельт не смог одолеть изоляционистов и США не вступили во Вторую мировую войну. III Рейх победил сначала СССР и Англию, а позже и США, став крупнейшей сверхдержавой мира и властвуя над большей частью Европы и Северной Америки. А тем временем в самом сердце нацистского режима втайне живут несколько еврейских семей. С одной стороны, им надо скрываться, с другой — попытаться вырастить своих детей евреями. В XXI веке вперёд вырывается Япония и III Рейху, чтобы не потерять мировое лидерство, необходима перестройка, которая и начнётся после смерти очередного фюрера |
| 2003 | «Челюсти Тьмы»                                          | англ. Jaws of Darkness                                    | Гарри Тертлдав                                                                   | «Хроники Дерлавайской войны»                                      | Альтернативная история. Военная фэнтези. Война за контроль над Дерлаваем продолжается. Страшный натиск завоевателей из Альгарве, использующих боевую магии и жизненную энергию своих убитых жертв, продолжает кормить пламя войны |
| 2003 | «Проклятие низвергнутого бога»                          | англ. Bastard King, The                                   | Черненко Дэн, псевдоним                                                          | «Скипетр милосердия»                                              | Фэнтези. Мергус, король Аворниса, вопреки всем обычаям вынужденно женился не шесть раз, а семь. И лишь последняя, седьмая жена, родила ему наследника. Некоторые считают Ланиуса, сына от седьмой жены, незаконнорождённым, но всё же Ланиус занял престол. Но не один. Бывший командующий флотом Грас, побыв регентом, себя королём. Теперь в стране два короля — формально равноправных, но реальная власть у Граса. Может и к лучшему. Ланиус юн, слаб телом и предпочитает проводить время в архивах или в зверинце, а Аворнису нужен сильный правитель. Графы не желая подчиняться королевской власти, с Запада каждый год нападают фервинги, а с юга грозят кочевники-ментеше, поклоняющиеся Низвергнутому богу, который некогда был изгнан с небес и теперь жаждет вернуться. Остановить Низвергнутого можно лишь с помощью магического Скипетра милосердия, пропавшего четыре века назад |
| 2003 | «Священная Земля»                                       | англ. Sacred Land, The                                    | Тертлтауб Г. Н., псевдоним                                                       | «Соклей и Менедем»                                                | Историческое фэнтези. |
| 2003 | «Победоносная оппозиция»                                | англ. Victorious Opposition                               | Гарри Тертлдав                                                                   | «Американская Империя»                                            | Альтернативная история. |
| 2004 | «Любопытные понятия»                                    | англ. Curious Notions                                     | Гарри Тертлдав                                                                   | «Движение сквозь время»                                           | Параллельные миры. Действие происходит в параллельном XXI веке, в котором II Рейх выиграл Первую мировую и утвердил свою власть над миром. Агенты организации «Crosstime Traffic» живут в Сан-Франциско, где владеют магазином «Любопытные изобретения». Своими товарами они вызвали интерес немецких властей. Организация «Crosstime Traffic» оказалась под ударом |
| 2004 | «Дни позора»                                            | англ. Days of Infamy                                      | Гарри Тертлдав                                                                   | «Дни позора»                                                      | Альтернативная история. Японская империя не только одним ударом уничтожила американский флот в Перл-Харборе, но и затем оккупировала Гавайи. Теперь острова послужат японцам плацдармом для завоевания материковой части США |
| 2004 | «Дорога домой»                                          | англ. Homeward Bound                                      | Гарри Тертлдав                                                                   | «Мировая война»                                                   | Фантастика. Американцы открыли способ межзвёздных полётов. Несколько воинов и дипломатов отправились на домашнюю планету ящеров, бывших врагов Земли. Вот только им там не рады. Ящеры готовы на всё, лишь бы не допустить людей во Вселенную |
| 2004 | «Из тьмы»                                               | англ. Out of Darkness                                     | Гарри Тертлдав                                                                   | «Хроники Дерлавайской войны»                                      | Альтернативная история. Альгарве ещё сопротивляется, но исход Дерлавайской войны ясен. На первое место выходит другая проблема, как сложатся отношения союзных держав-победительниц после победы |
| 2004 | «Сова в Афинах»                                         | англ. Owl to Athens                                       | Тертлтауб Г. Н., псевдоним                                                       | «Соклей и Менедем»                                                | Историческое фэнтези. |
| 2004 | «Переигровка»                                           | англ. Return Engagement                                   | Гарри Тертлдав                                                                   | «Сведение счетов»                                                 | Альтернативная история. Продолжение цикла «Великое Противостояние». Конфедерация не смирилась со своим поражение и без объявления войны нападает на США, разделив Север пополам. Стратегически важная Северная железная дорога, связывающую США воедино, под угрозой нападений канадцев. Мормоны-сепаратисты вновь восстали против федерального правительства, а Луис Армстронг, сбежав на Север, предъявил неопровержимые доказательства геноцида негров в Конфедерации. Начинается Вторая мировая война |
| 2004 | «Пираты чёрных гор»                                     | англ. Chernagor Pirates, The                              | Черненко Дэн, псевдоним                                                          | «Скипетр милосердия»                                              | Фэнтези. Правитель одного из городов Черногории, принц Всеволод, просит помощи у Аворнису, желая вернуть трон, отобранный его сыном Василко. Опасаясь, что Василко может вступить в союз с Низвергнутым, король Грас решает помочь свергнутому принцу. Тем временем смерть предводителя давних врагов аворнийцев — ментеше, вызвала междоусобицу в их рядах. А тут ещё король Ланиус задумался о том, что трон должен принадлежать ему одному |
| 2005 | «Мост над бездной»                                      | англ. Bridge of the Separator                             | Гарри Тертлдав                                                                   | «Видесский цикл»                                                  | Историческое фэнтези. Ршава верно служил богу видессиан Фосу. Будучи и кузеном Автократора, он мог бы со временем стать патриархом. Но затем его мир внезапно рухнул. В империи кровопролитная гражданская война, приграничные районы захвачены варварами-хаморами. Дом был Ршавы разрушен, сам он бежал, спасая свою жизнь. Зло заполонило весь мир, в котором больше не осталось места добру. Как можно после этого верить Фосу, богу света и добра? Ведь жизнь доказала силу злобного Скотоса |
| 2005 | «Удар на восток»                                        | англ. Drive to the East                                   | Гарри Тертлдав                                                                   | «Сведение счётов»                                                 | Альтернативная история. События романа соответствуют событиям второго года Великой Отечественной войны |
| 2005 | «Конец начала»                                          | англ. End of the Beginning                                | Гарри Тертлдав                                                                   | «Дни позора»                                                      | Альтернативная история. На Тихом океане идёт война. Япония на оккупированных Гавайях готовится к атаке на США, а Штаты собирают войска, собираясь вернуть утраченный архипелаг |
| 2005 | «Каждый дюймом король»                                  | англ. Every Inch a King                                   | Гарри Тертлдав                                                                   | вне серий                                                         | Юмористическое фэнтези. Роман написан по мотивам реальной истории. В 1913 году германский авантюрист попытался стать королём Албании |
| 2005 | «В высших эшелонах власти»                              | англ. In High Places                                      | Гарри Тертлдав                                                                   | «Движение сквозь время»                                           | Параллельные миры. Юная Энни из Калифорнии нашего XXI века попадает в весьма неуютный XXI век другого мира. Действие романа происходит в Версальском королевстве, в котором до сих пор существует рабство, по дорогам рыщут банды головорезов, а Париж представляет собой маленький вонючий городишко |
| 2005 | «Возвращение Скипетра»                                  | англ. Scepter's Return, The                               | Черненко Дэн, псевдоним                                                          | «Скипетр милосердия»                                              | Фэнтези. |
| 2006 | «Форт Пиллоу»                                           | англ. Fort Pillow                                         | Гарри Тертлдав                                                                   | вне серий                                                         | История. Роман посвящён событиям гражданской войны между Севером и Югом. Действие происходит в 1864 году, когда возле форта Пиллоу в штате Теннесси шли ожесточенные бои между южанами и северянами |
| 2006 | «Разъединённые Штаты Америки»                           | англ. Disunited States of America, The                    | Гарри Тертлдав                                                                   | «Движение сквозь время»                                           | Параллельные миры. Семья Джастина торгует в мире в котором вместо Соединённых Штатов Америки имеется несколько десятков стран, нередко враждующих друг с другом. Однажды Джастин сопровождает Рандольфа Брукса в его поездке в крошечный городок Элизабет, Вирджиния. Там же гостит со своей бабушкой Бекки Ройер из Калифорнии, самой процветающей и развитой страны в Северной Америке. В это время вспыхивает война между Вирджинией и Огайо. Из-за войны Джастин и Брукс не могут покинуть Элизабет, в котором тем временем начинается эпидемия. Им не может помочь даже «Crosstime Traffic» |
| 2006 | «Бороться»                                              | англ. Grapple, the                                        | Гарри Тертлдав                                                                   | «Сведение счётов»                                                 | Альтернативная история. Вторая мировая война продолжается. Соответствует событиям нашего мира с 1943 по 1944 год |
| 2007 | «Помимо Разрыва»                                        | англ. Beyond the Gap                                      | Гарри Тертлдав                                                                   | «Разрыв»                                                          | Фэнтези. Граф Гамнет Тиссен — младший сын правителя дряхлеющей Империи. Графские владения находится на границе Великого Ледника. Из-за того, что в последние годы льды отступают на север, в Великом леднике появился разрыв. Так открылась дорога, ведущая по ту сторону, где лежат земли с невиданными животными и людьми. Говорят, что за ледником боги спрятали Золотую Святыню, хранящую благополучие этого мира. Граф Гамнет отправляется в опасное путешествие |
| 2007 | «По крайней Смерть» ?                                   | англ. In at the Death                                     | Гарри Тертлдав                                                                   | «Сведение счётов»                                                 | Альтернативная история. Последняя книга о противостоянии северных и южных штатов. |
| 2007 | «Открытие Атлантиды»                                    | англ. Opening Atlantis                                    | Гарри Тертлдав                                                                   | «Атлантида»                                                       | Альтернативная история |
| 2007 | «Гладиатор»                                             | англ. Gladiator, The                                      | Гарри Тертлдав                                                                   | «Движение сквозь время»                                           | Параллельные миры. Действие происходит в мире победившего коммунизма марксистско-ленинско-сталинского типа. Награды и премии: Prometheus Awards, 2008 (Лучший роман) |
| 2008 | «После падения»                                         | англ. After the Downfall                                  | Гарри Тертлдав                                                                   | вне серий                                                         | Фэнтези. 1945 год. Хассо Пемзель не хочет сдаваться в плен русским, не спешит умирать, и — отчасти случайно, отчасти намеренно, садится на магический камень, привезенный в берлинский музей из Греции. После этого онтоказывается в иной реальности. В этом мире есть магия, единороги, даже арийцы, покорённые и нещадно угнетаемые |
| 2008 | «Дыхание Бога»                                          | англ. Breath of God, The                                  | Гарри Тертлдав                                                                   | «Разрыв»                                                          | Фэнтези. |
| 2008 | «Человек с железным сердцем»                            | англ. Man With the Iron Heart, The                        | Гарри Тертлдав                                                                   | вне серий                                                         | Альтернативная историявойну. Рейнхард Гейдрих выжил в результате покушения 1942 года и предложил Третьему Рейху подготовить ополчение на случай вторжения Антигитлеровской коалиции. Несмотря на захват Германии союзниками, по Германии прокатывается волна терактов, совершённых повстанцами Гейдриха. Великобритания, США, Франция и СССР пытаются остановить волну террора, причём Штаты вот-вот выведут свои войска из Германии из-за американских антивоенных протестов. |
| 2008 | «Соединённые Штаты Атлантиды»                           | англ. United States of Atlantis, The                      | Гарри Тертлдав                                                                   | «Атлантида»                                                       | Альтернативная история |
| 2008 | «Война Долины и Вестсайда»                              | англ. Valley-Westside War, The                            | Гарри Тертлдав                                                                   | «Движение сквозь время»                                           | Параллельные миры. Действие происходит в похожем на наш мире, где в 1967 году между США и СССР состоялась ядерная война. Прошло 130 лет, и в Америке начинается новая война — между независимыми государствами округов Вестсайд и Сан-Фернандо Вэлли в окрестностях Лос-Анджелеса |
| 2009 | «Верни мне мои легионы!»                                | англ. Give Me Back My Legions!                            | Гарри Тертлдав                                                                   | вне серий                                                         | Исторический роман, посвящённый одному из самых страшных поражений римской армии в истории. Вождь одного из германских племен Арминий долгое время служил римлян и оснований не верить в его преданность не было. Тем большей неожиданностью для римлян стала измена Арминия, внезапно напавшего в Тевтобургском Лесу на легионы Квинтилия Вара и уничтожившего их. Названием романа стала известная фраза римского императора Октавиана Августа, не раз повторявшего «Вар, верни мне мои легионы!» |
| 2009 | «Гитлеровская война»                                    | англ. Hitler's War                                        | Гарри Тертлдав                                                                   | «Преждевременная война»                                           | Альтернативная история. 1938 год. Всё готово к подписанию Мюнхенского соглашения. Но неожиданно для всех чех Ярослав Стрибны убивает лидера судетских нацистов Конрада Генлейна. В ответ Гитлер начинает войну против Чехословакии, на помощь которой приходят Великобритания, Франция и СССР |
| 2009 | «Освобождение Атлантиды»                                | англ. Liberating Atlantis                                 | Гарри Тертлдав                                                                   | «Атлантида»                                                       | Альтернативная история |